# ノロヴバンザド
ナムジリーン・ノロヴバンザド（Намжилын Норовбанзад, 1931年11月10日 - 2002年12月21日）は、モンゴルの女性歌手。モンゴル民謡オルティンドー歌手。存命期にオルティン・ドー(モンゴル民謡・世界遺産)の分野では、モンゴルのトップ歌手とみなされていた。モンゴル国家最高功労賞受賞(日本の人間国宝に相当)受賞歌手。モンゴルでは英雄として扱われる。

## 来歴
モンゴル国ドンドゴビ県で遊牧民の子として生まれる。1957年ソビエト連邦のモスクワで開かれた世界青少年音楽祭でオルティン・ドーを歌い金メダルを獲得、モンゴル国立民族歌舞団歌手としてデビューを果たす。世界各地で公演を行い、功労歌手（1961年）、人民芸術家（1979年）、モンゴル国家賞（1984年）など、数多くの賞を受賞した。国立民族歌舞団、モンゴル国立芸術大学主任教授、モンゴル国家賞委員会委員、モンゴル・オルティン・ドー協会会長などの要職を歴任した。
1978年には国際交流基金主催の「アジア伝統芸能の交流」のために初来日。1993年には福岡アジア文化賞を受賞した。1999年モンゴル国家最高功労賞受賞（日本でいう人間国宝に当たる）。2001年のNHK大河ドラマ『北条時宗』では、オープニングテーマ曲の歌唱部分を担当した。